# Condado de Gjirokastër
El condado de Gjirokastër (en albanés: Qarku i Gjirokastrës) es uno de los 12 condados de Albania. Está formado por los antiguos distritos Gjirokastër, Përmet y Tepelenë. La capital es Gjirokastër.

## División administrativa
Desde la reforma de 2015, se organiza en los municipios de Dropull, Gjirokastër, Këlcyrë, Libohovë, Memaliaj, Përmet y Tepelenë. Antes de 2015, conformado por 32 municipios:

## Distrito de Dropull
- Dropull i Poshtëm 2,100
- Dropull i Sipërm 971
- Pogon 432

## Distrito de Gjirokastër
- Antigonë 998
- Cepo 1,727
- Gjirokastër 19,836
- Lazarat 2,801
- Lunxhëri 1,941
- Odrie 433
- Picar 937

## Distrito de Këlcyrë
- Ballaban 1,047
- Dishnicë 1,159
- Këlcyrë 2,651
- Sukë 1,256

## Distrito de Libohovë
- Libohovë 1,992
- Qendër Libohovë 1,264
- Zagori 411

## Distrito de Memalia
- Buz 737
- Krahës 2,554
- Luftinjë 1,734
- Memaliaj 2,647
- Memaliaj Fshat 1,606
- Qesarat 1,379

## Distrito de Përmet
- Çarçovë 918
- Frashër 387
- Përmet 5,945
- Petran 1,622
- Qendër Piskovë 1,742

## Distrito de Tepelenë
- Kurvelesh 705
- Lopës 723
- Qendër 3,179
- Tepelenë 4,342